# スティーブ・ニコルズ
スティーブ・ニコルズ（Steve Nichols, 1947年2月20日 - ）は、アメリカ・ユタ州ソルトレイクシティ出身の自動車エンジニア。マクラーレン、フェラーリ、ザウバー、ジョーダン、ジャガーでF1マシンの開発に従事した。

## 略歴
ニコルズは13歳の頃カート競技にデビューしたが、彼の興味はレーシングカーのデザインに向いた。父が購読していた『カー・アンド・ドライバー』誌でヨーロッパのレースを知り、コーリン・チャップマンがデザインしたロータス・25に魅了された。

### アメリカ時代
ユタ州立大学で機械工学の学位を取得し、1972年にハーキュリーズ社に入社。トライデント潜水艦ミサイルのロケットモーターの研究開発に携わり、当時おもに航空宇宙工学で使用されていた炭素繊維強化プラスチック（カーボンファイバー）の知識を得た。
1976年、ガブリエル社に転職し、モータースポーツ用ダンパーの技術者としてインディカーやNASCARに関与。ペンスキーやパーネリ、シャパラルなどのチームと仕事をし、英国人デザイナーのジョン・バーナードと知り合う。ニコルズは「レーシングカーとテクノロジーに関するほとんどすべての知識をバーナードから学んだ」と述べている。

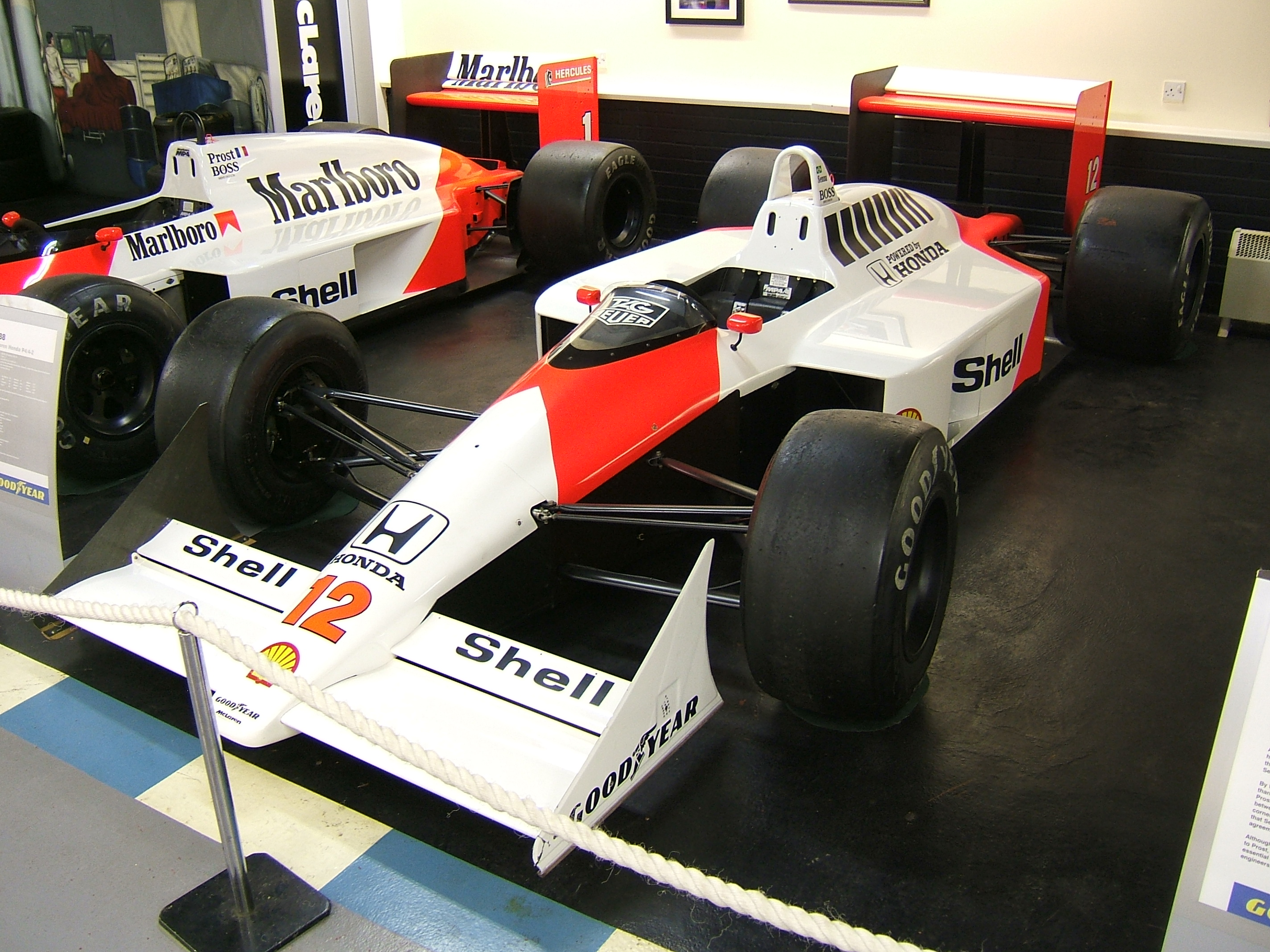
マクラーレン・MP4/4（ドニントン・グランプリコレクション）

### マクラーレン時代
1980年、バーナードはロン・デニス率いる「プロジェクト4」にスカウトされ、F1のマクラーレンチームのチーフデザイナーに就任。ニコルズはアラン・ジェンキンスとともにバーナードの元で働き、ハーキュリーズで培った複合素材や有限要素解析などの専門知識を活かし、グラウンド・エフェクトの負荷に耐えうる頑強なカーボン・モノコックを使用した初のF1マシン、MP4/1の開発に携わった。当時イギリスにはカーボンコンポジットに必要なものが揃っていなかったため、ニコルズが古巣のハーキュリーズ社に製造を仲介した。その後、カーボン素材はアルミハニカム構造に代わり、以後のレーシングカー設計の基礎となっていった。バーナード率いる技術部門は、TAGターボ（ポルシェ）エンジンを搭載したMP4/2を作り上げた。このマシンではニキ・ラウダとアラン・プロストによって1986年までに世界タイトルを5つ（コンストラクターズ2、ドライバーズ3）獲得し、大きな成功を収める。
1986年末にバーナードがフェラーリへと移籍したため、デニスは1987年用のMP4/3の開発チーフにニコルズを指名した。同年はマクラーレンにゴードン・マレーが移籍加入しており、夏からはマレーの下で1988年用のホンダエンジンを搭載するMP4/4の設計・開発を開始。アイルトン・セナとアラン・プロストを擁し、シーズン16戦中15勝（ワンツーフィニッシュ10回）という大記録を樹立した。ニコルズはセナのレースエンジニア担当だったが、1989年シーズン終了後、先にフェラーリ移籍を発表していたプロストに誘われ、一緒にフェラーリへ移籍することを決断した。MP4/4はニコルズ、MP4/5はニール・オートレイが受け持つというマクラーレンの分業体制に不満を感じていたという。

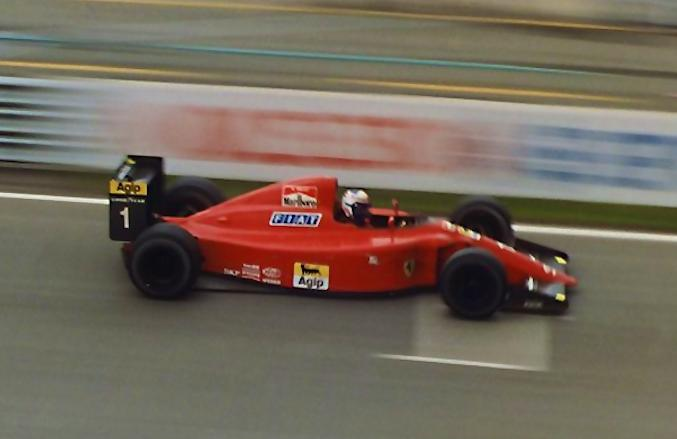
アラン・プロストがドライブする641/2 (1990年カナダGP)

### フェラーリ時代
1990年はベネトンへ移籍したバーナードの置き土産である640を641（および641/2）に改修し、エンリケ・スカラブローニのチーム離脱にともない、シーズン途中よりテクニカル・ディレクターに就任。同年のフェラーリおよびプロストの好調を支えた。1991年は642と643を投入したが、期待を裏切り0勝に終わった。ニコルズは1992年初めに新車F92Aがシェイクダウンする前にチームを離脱。原因は1991年中からフェラーリ内部で生じたプロストを解雇するなどの「お家騒動」に嫌気が差したからだとされる。

### ザウバー - ジョーダン時代
1992年、翌年からのF1参戦準備を進めていたザウバーに移籍する。チームではハーベイ・ポスルスウェイトが基本設計を完了していた置き土産「C12」のテストを重ね準備を進めており、ニコルズは元メルセデスのレオ・レスがチーフを務めるその開発に携わるが、同年12月のテスト時にニコルズがすでにサウバーから離脱していることが明らかになり、以後しばらくの期間グランプリパドックから姿を消した。
ニコルズは1994年にジョーダンに加入した。チームの1991年のF1参戦開始以来、テクニカルディレクターのゲイリー・アンダーソン1人の作業量が膨大であり、解決すべき問題となっていた。ニコルズはチーフ・デザイナーの役職で加入し、アンダーソンへの負担を軽減した。

### マクラーレンへの復帰
マーティン・ウィットマーシュの誘いを受け、1995年に古巣のマクラーレンへ復帰。「ヘッド・オブ・ビーグル・エンジニアリング」の職を務め、F1を含むマクラーレングループの長期プロジェクトにも関わった。

### ジャガー時代 - 自社創設
2000年末、ニコルズはゲイリー・アンダーソンの後任としてジャガーのテクニカルディレクターに就任し、R2の開発を引き継いだ。2002年にむけて開発したR3はテスト走行から問題があり、ニコルズはシーズン開幕1カ月前に解任された。
その後はフリーのカーデザイナーとして活動。ニコルズ・カーズ (Nicoles Cars) の共同設立者となり、Can-Amマシン、マクラーレン・M1Aにインスパイアされたロードカー「ニコルズ・N1A」を発表した。

## 参考サイト
- Steve Nichols - Grandprix.com
- Who is Steve Nichols? - Crash.net
- Steve Nichols - Motorsportmagazine.com
- Lunch with... Steve Nichols - Motorsportmagazine.com